# Paramount+
Paramount+ (abans conegut com a CBS All Access i 10 All Access a Austràlia), és un servei de streaming nord-americà. És propietat i està operat per ViacomCBS Streaming, una filial de ViacomCBS. Ofereix contingut original, contingut recentment emès en les propietats de transmissió de CBS i contingut de la biblioteca ViacomCBS.
Tot i que des del 4 de març del 2021 la plataforma es coneix com a Paramount+, originalment, quan es va llançar, s'anomenava CBS All Access. La nova plataforma es va estrenar als Estats Units i 18 països d'Amèrica Llatina i el Canadà. El 25 de març de 2021 arribarà als països nòrdics i a finals d'any a Austràlia. Encara no hi ha data d'estrena a la resta d'Europa.